# 878
Раннє Середньовіччя  •  Епоха вікінгів  •  Золота доба ісламу  •  Реконкіста

## Геополітична ситуація
У Візантії триває правління Василя I Македонянина. Володіння Каролінгів розділені на Західне Франкське королівство, Східне Франкське королівство, Італію. Незалежні Гасконь і Бретань. Східне Франкське королівство розділене на три частини. Північ Італії належить Італійському королівству, Рим і Равенна під управлінням Папи Римського, герцогства на південь від Римської області незалежні, деякі області на півночі та на півдні належать Візантії. Піренейський півострів, окрім Королівства Астурія та Іспанської марки, займає Кордовський емірат. Північну частину Англії захопили дани, на півдні править Вессекс. Існують слов'янські держави: Перше Болгарське царство, Велика Моравія.
Аббасидський халіфат очолював аль-Мутамід. У Китаї правила династія Тан. Значними державами Індії були Пала, Пратіхара, Чола. В Японії тривав період Хей'ан. Хозарський каганат підпорядкував собі кочові народи на великій степовій території між Азовським морем та Аралом. Територію на північ від Китаю захопили єнісейські киргизи.
На території лісостепової України в IX столітті літописці згадують слов'янські племена білих хорватів, бужан, волинян, деревлян, дулібів, полян, сіверян, тиверців, уличів. У Північному Причорномор'ї співіснують різні кочові племена, зокрема булгари, хозари, алани, тюрки, угри, кримські готи. Херсонес Таврійський належить Візантії. У Києві правлять Аскольд і Дір.

## Події

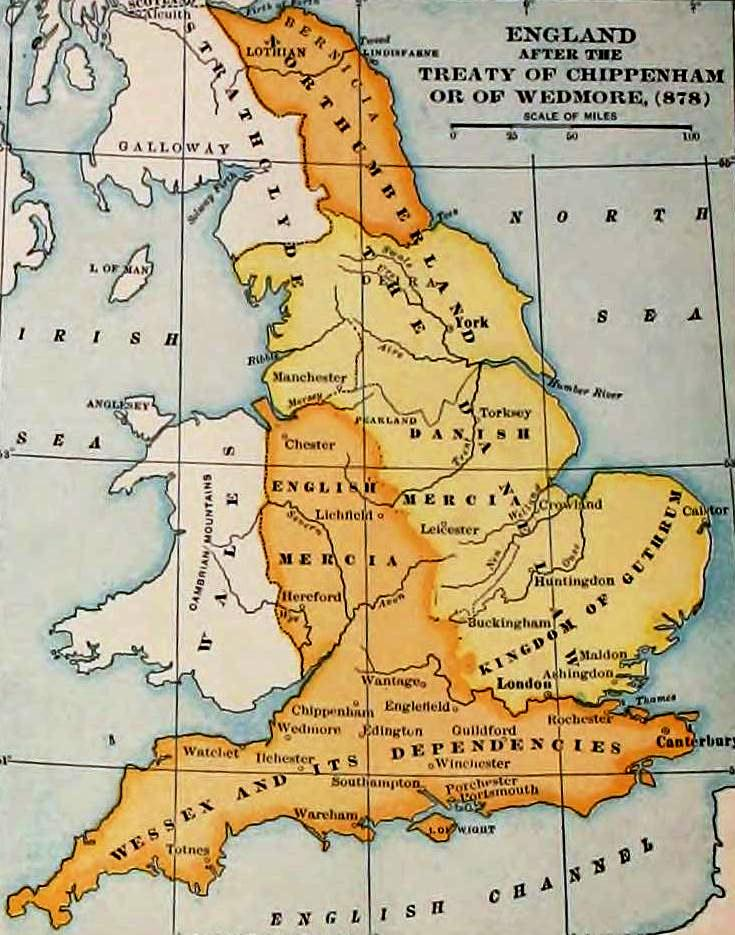
Англія станом на 878 рік

- Король Вессексу Альфред Великий завдав поразки данам у битві під Етандуном.
- Укладено Ведморську угоду, за якою Англія розділена між англосаксонськими і данськими володіннями.
- Після восьмимісячної облоги Аглабіди з Іфрикії захопили Сіракузи.
- Король Астурії Альфонсо III відбив у маврів місто Коїмбра.
- Правитель Єгипту Ахмед ібн Тулун, засновник династії Тулунідів, захопив Дамаск, Антіохію, Алеппо та інші міста Сирії, але повернувся в Єгипет, довідавшись про бунт сина. В Іраку триває повстання зинджів. Війська Аббасидського халіфату також зазнали поразки від візантійців у битві в Кілікійському проході.
- У Китаї триває повстання Хуан Чао. Повсталі розграбували Фучжоу.
- Прихильники Карломана Баварського Ламберт I Сполетський та Адальберт I Тосканський взяли в облогу Рим, намагаючись змусити Папу Івана VIII коронувати Карломана імператором.
- Папа Іван VIII утік до Бозона Прованського в Арль. У Труа він ще раз висвятив на короля Людовика II Заїку, але це не надало королю влади з огляду на силу грандів.
- Вільфред Волохатий став графом Барселони.